# Ceca Ražnatović
Ceca Ražnatović, właściwie Svetlana Ceca Ražnatović, cyr. Светлана Цеца Ражнатовић, nazwisko panieńskie Veličković (ur. 14 czerwca 1973 w Žitoradzie) – serbska pop, popfolk piosenkarka, wdowa po Željko „Arkanie” Ražnatoviciu, oskarżanym o zbrodnie wojenne nacjonalistycznym polityku i dowódcy paramilitarnego oddziału Tygrysy Arkana.

## Życiorys
Ceca jest najpopularniejszą piosenkarką w Serbii oraz w okolicznych krajach. Jej talent wokalny został zauważony, kiedy miała 13 lat przez muzyka Mirko Kodicia. Karierę rozpoczęła w 1988 roku, wydając pierwszą płytę. W 1993 roku utwór pt. Kukavica pochodzący z płyty Šta je to u tvojim venama stał się przebojem roku. O jej popularności w tym okresie świadczy występ przez publicznością złożoną z 10 tys. osób, który odbył się na stadionie Tašmajdan.
W 1995 roku wyszła za mąż za Željko Ražnatovicia, przywódcę paramilitarnej Serbskiej Straży Ochotniczej nazywanej Tygrysami Arkana, która walczyła w Chorwacji i Bośni. Po zamordowaniu Ražnatovicia w Belgradzie w 2000 roku piosenkarka stała się właścicielką klubu piłkarskiego Obilić (zakupionego przez Arkana Ražnatovicia) oraz willi w Belgradzie, w której mieszka z dwójką swoich dzieci (Veljko i Anastasiją).
W 2002 roku dała koncert dla ponad 100 tysięcy fanów na Marakanie (stadion Crvena zvezda w Belgradzie), a w Sylwestrowy wieczór 2005 roku w Niszu wystąpiła przed 80-tysięcznym tłumem. Koncert był zupełnie darmowy, sfinansowany przez sponsorów, co spowodowało przyjazd fanów ze wszystkich zakątków Bałkanów. W 2005 roku został wydany album London MIX, na którym znalazły się największe przeboje artystki w nowych, zremiksowanych wersjach.

## Dyskografia
- 1988: Cvetak Zanovetak
- 1989: Ludo srce
- 1990: To Miki
- 1991: Babaroga
- 1993: Kukavica / Šta je to u tvojim venama
- 1994: Ja još spavam u tvojoj majici
- 1995: Fatalna ljubav
- 1996: Emotivna luda
- 1997: Maskarada
- 1999: Ceca 2000
- 2001: Decenija
- 2004: Gore od ljubavi
- 2005: London miks
- 2006: Idealno loša
- 2011: Ljubav živi
- 2013: Poziv
- 2016: Autogram